# Tijmnysius
De tijmnysius (Nysius thymi) is een wants uit de onderfamilie Orsillinae en uit de familie bodemwantsen (Lygaeidae).

## Uiterlijk
Het is een grijsbruine wants, die 3,5 – 4,5 mm lang is. Over de kop lopen twee zwarte strepen. Het schildje (scutellum) is bruinzwart met een smalle lichtbruine rand aan de schuine zijkanten. Het hemi-elytrum (de deels verharde voorvleugel) is lichtbruin met donkere vlekjes en het membraan (doorzichtig deel van de voorvleugel) is kleurloos met donkere vlekken. 
De soorten uit het geslacht Nysius zijn heel moeilijk uit elkaar te houden. De tijmnysius is vooral zeer vergelijkbaar met de heidenysius (Nysius ericae). Beide hebben donkere vlekken op het vleugelmembraan en bij beide ontbreekt de herkenbare donkere ring aan de basis van het tweede segment van de antenne. De veiligste werkwijze voor het bepalen van de soort is bij de mannetjes door een genitaal onderzoek. De wijfjes kunnen worden onderscheiden door de haren op de aderen van de vleugels, die korter zijn dan bij de heidenysius.

## Verspreiding en habitat
De soort is holarctisch verspreid en komt in heel Europa voor. In het oosten is hij te vinden in Siberië, Centraal-Azië en China. In Noord-Amerika zijn ze verspreid in onder andere de Verenigde Staten, Alaska en in Canada.
Op gunstige locaties is de soort in grote aantallen aanwezig. Het geeft de voorkeur aan open zonnige gebieden met een zand- of kalkbodem en met lage open vegetatie, maar ze komen ook in andere gebieden voor.

## Leefwijze
Ondanks zijn naam (thymi is afgeleid van thymus = tijm) komt hij op veel plantensoorten voor van verschillende families, waar hij aan de zaden zuigt. Bijvoorbeeld composietenfamilie (Asteraceae), lipbloemenfamilie (Lamiaceae) zoals tijm (thymus), kruisbloemenfamilie (Brassicaceae) als kruidkers (Lepidium).
Ze overwinteren gewoonlijk als ei. Afhankelijk van de temperatuur is het echter mogelijk dat zelfs in de winter nimfen en imago’s worden waargenomen. In Centraal-Europa zijn er twee generaties per jaar en de nimfen zijn vooral te vinden in mei, juni en in september. De paring vindt vooral plaats in juni, juli en in september, oktober. De vrouwtjes leggen hun eieren in kleine groepen op de voedselplanten.